# CMA CGM Antoine de Saint Exupery
CMA CGM Antoine de Saint Exupery — контейнеровоз, яким керує французька судноплавна компанія CMA CGM. Як головний корабель свого класу, він є флагманом флоту CMA CGM.
Названий на честь французького письменника та льотчика, CMA CGM Antoine de Saint Exupery був замовлений 1 квітня 2015 року як перший із трьох кораблів-побратимів від Hanjin Heavy Industries and Construction на Філіппінах. Він був спущений на воду в серпні 2017 року, і після оснащення пройшов ходові випробування в кінці грудня 2017 року та на початку січня 2018 року. Його було доставлено до CMA CGM 25 січня 2018 року перед тим, як він був введений в експлуатацію 6 лютого на маршруті з Південно-Східної Азії до Північної Європи.
CMA CGM Antoine de Saint Exupery вміщує 217 673 валових тонн, має довжину 400 метрів і ширину 59 метри та осадкою 16 метрів. Оснащений низькошвидкісним дизельним двигуном Winterthur Gas & Diesel моделі X92 з вихідною потужністю до 73,560 кіловата (98,646 к. с.), який може рухатися зі швидкістю до 22 вузлів (25 миль/год або 40 км/год). Має місткість 20 954 TEU.